# Oryx
Oryx ou Órix é um gênero de mamíferos bovídeos nativos da África e da Arábia, do mesmo grupo dos antílopes. Estes animais são muito fortes e pesados, com crina curta, chifres longos, redondos e retos. Fazem parte da tribo Hippotragini, da subfamília Antilopinae.

## Espécies
O gênero consiste em 4 espécies.
- Oryx beisa ― Órix-beisa
- Oryx dammah ― Órix-cimitarra
- Oryx gazella ― Órix-do-cabo
- Oryx leucoryx ― Órix-da-arábia